# 中国兵器工业总公司
中国兵器工业总公司是中华人民共和国国务院实行计划单列的正部级央企，对全国兵器工业实行行业管理和领导。

## 历史
前身为中华人民共和国第五机械工业部。1982年改称中华人民共和国兵器工业部。为了打破军民机械工业行业界限，全面落实军民结合、平战结合的方针，把全国民用机械体系和兵器工业体系统一组织起来，进行统筹规划和协调，1986年12月2日第六届全国人大常委会第十八次会议通过，撤销机械工业部和兵器工业部，组建国家机械工业委员会，统管民用与军用机械工业。原兵器工业部部长邹家华任机械委主任、党组书记；原机械工业部负责人何光远任机械委副主任、党组副书记。1988年4月9日，第七届全国人民代表大会一次会议通过撤销国家机械工业委员会和电子工业部，合并为机械电子工业部。
1988年8月24日国务院批准组建中国北方工业（集团）总公司，负责兵器工业的管理工作，实行计划单列，形式上仍由中华人民共和国机械电子工业部实行行业管理。。该公司1988年12月25日正式成立，内设办公厅、经营改革部、发展规划部、军品部、科研开发部（兵器科学研究院）、外事局、质量安全部、工程建设部、财务部、人事劳动部、行政总务部、东北地区部、华北地区部、中南地区部、西北地区部、西南地区部、中国北方工业公司、中国燕兴总公司、中国北方光学电子总公司、中国北方化学工业总公司、中国物资总公司、工程设计院、北方设计院、综合勘察院。为自主经营、独立核算、自负盈亏，依法承担经济责任的经济实体。出了“军民结合，军品优先;三大系列(机械、化工、光电)，车辆为主;多种经营，突出外贸”的战略目标。
1990年1月，经国务院、中央军委批准，在中国北方工业（集团）总公司的基础上，成立中国兵器工业总公司，负责行使兵器工业的行业管理职能。
1999年7月1日，随着五大军工总公司改为10个军工集团公司，中国兵器工业总公司一分为二，分别组建中国兵器装备集团有限公司和中国兵器工业集团有限公司。

## 历任领导
总经理：
1. 来金烈(1988-1990任中国北方工业（集团）总公司总经理，1990-1993任中国兵器工业总公司总经理)
2. 张俊九(1993-1999.1)1998.03兼任国防科学技术工业委员会副主任、党组副书记

## 组织架构
- 办公厅
- 生产安全局
- 汽车局局长刘质桐[5]，建设摩托车系列、长安微型车系列、奥拓轿车系列、北方-奔驰重卡、铁马卡车、北方-尼奥普兰豪华大客车、 北方-泰莱克斯矿山卡车
- 微车局
- 西南兵工局
- 民爆局
- 中国国防工业工会
- 兵器工业档案馆
- 信息中心
- 兵器工业卫生研究所（中国兵器工业卫生监测中心）[6]
- 中国兵器工业民爆器材研究所
- 中国兵器工业标准化研究所
- 北方车辆研究所
- 山西专用发动机研究所
- 直属高等院校（“兵工七子”）1999年12月其中2所高校划归国防科工委隶属，其余5所高校划归属地政府管理。
  - 北京理工大学
  - 华东工学院→1993年南京理工大学
  - 太原机械学院→1993年12月华北工学院→2004年中北大学
  - 长春光学精密机械学院→2002年长春理工大学
  - 沈阳工业学院→2004年沈阳理工大学
  - 西安工业学院→2006年2月14日西安工业大学
  - 重庆工业管理学院→1999年5月重庆工学院→2009年重庆理工大学